# 27408 Kellyferguson
27408 Kellyferguson è un asteroide della fascia principale. Scoperto nel 2000, presenta un'orbita caratterizzata da un semiasse maggiore pari a 2,6908538 au e da un'eccentricità di 0,1785927, inclinata di 4,63364° rispetto all'eclittica.
L'asteroide è dedicato alla statunitense Kelly Ferguson, coordinatrice all'Osservatorio Lowell.